# Wereldkampioenschappen synchroonzwemmen 2023
De wereldkampioenschappen synchroonzwemmen 2023 werden van 14 tot en met 22 juli 2023 gehouden in de Marine Messe Fukuoka in Fukuoka, Japan. Het toernooi was integraal onderdeel van de wereldkampioenschappen zwemsporten 2023.

## Programma
| V | Voorronde | Goud | Finale |

| Onderdeel            | Juli          | Juli          | Juli          | Juli          | Juli          | Juli          | Juli          | Juli          | Juli          |
| Onderdeel            | 14            | 15            | 16            | 17            | 18            | 19            | 20            | 21            | 22            |
| Solo (mannen)        | Solo (mannen) | Solo (mannen) | Solo (mannen) | Solo (mannen) | Solo (mannen) | Solo (mannen) | Solo (mannen) | Solo (mannen) | Solo (mannen) |
| -------------------- | ------------- | ------------- | ------------- | ------------- | ------------- | ------------- | ------------- | ------------- | ------------- |
| Technische routine   | V             |               |               | Goud          |               |               |               |               |               |
| Vrije routine        |               |               |               |               | V             | Goud          |               |               |               |
| Solo (vrouwen)       |               |               |               |               |               |               |               |               |               |
| Technische routine   | V             | Goud          |               |               |               |               |               |               |               |
| Vrije routine        |               |               |               | V             |               | Goud          |               |               |               |
| Duet                 |               |               |               |               |               |               |               |               |               |
| Technische routine   | V             |               | Goud          |               |               |               |               |               |               |
| Vrije routine        |               |               |               |               | V             |               | Goud          |               |               |
| Gemengd duet         |               |               |               |               |               |               |               |               |               |
| Technische routine   |               | V             | Goud          |               |               |               |               |               |               |
| Vrije routine        |               |               |               |               |               |               |               | V             | Goud          |
| Team                 |               |               |               |               |               |               |               |               |               |
| Acrobatische routine |               | V             |               | Goud          |               |               |               |               |               |
| Technische routine   |               |               | V             |               | Goud          |               |               |               |               |
| Vrije routine        |               |               |               |               |               |               | V             | Goud          |               |
| Totaal               |               | 1             | 2             | 2             | 1             | 2             | 1             | 1             | 1             |

## Medailles
| Onderdeel               | Goud | Goud     | Zilver | Zilver   | Brons | Brons    |
| Mannen                  | Mannen | Mannen   | Mannen | Mannen   | Mannen | Mannen   |
| ----------------------- | --- | -------- | --- | -------- | --- | -------- |
| Solo technische routine | Fernando Díaz del Río Spanje                                                                                                 | 224,5550 | Kenneth Gaudet Verenigde Staten | 216,8000 | Edoeard Kim Kazachstan | 216,0000 |
| Solo vrije routine      | Dennis González Spanje | 193,0334 | Gustavo Sánchez Colombia | 189,9625 | Kenneth Gaudet Verenigde Staten | 179,5562 |
| Vrouwen                 | |          | |          | |          |
| Solo technische routine | Yukiko Inui Japan | 276,5717 | Vasiliki Alexandri Oostenrijk | 264,4200 | Iris Tío Spanje | 254,2100 |
| Solo vrije routine      | Yukiko Inui Japan | 254,6062 | Vasiliki Alexandri Oostenrijk | 229,3251 | Kate Shortman Verenigd Koninkrijk | 219,9542 |
| Duet technische routine | Moe Higa Mashiro Yasunaga Japan                                                                                              | 273,9500 | Linda Cerruti Lucrezia Ruggiero Italië                                                                                                  | 263,0334 | Alisa Ozhogina Iris Tío Spanje | 257,8368 |
| Duet vrije routine      | Anna-Maria Alexandri Eirini-Marina Alexandri Oostenrijk                                                                      | 255,4583 | Wang Liuyi Wang Qianyi China | 255,2480 | Mashiro Yasunaga Moe Higa Japan | 249,5167 |
| Gemengd duet            | |          | |          | |          |
| Technische routine      | Tomoka Sato Yotaro Sato Japan                                                                                                | 255,5066 | Dennis González Emma García Spanje | 248,0499 | Cheng Wentao Shi Haoyu China | 247,3033 |
| Vrije routine           | Shi Haoyu Cheng Wentao China                                                                                                 | 225,1020 | Itzamary González Diego Villalobos Mexico                                                                                               | 192,5500 | Dennis González Mireia Hernández Spanje | 183,4207 |
| Team                    | |          | |          | |          |
| Acrobatische routine    | China Chang Hao Cheng Wentao Feng Yu Shi Haoyu Wang Ciyue Xiang Binxuan Xiao Yanning Zhang Yayi                              | 238,0033 | Verenigde Staten Anita Álvarez Jaime Czarkowski Nicole Dzurko Keana Hunter Audrey Kwon Calista Liu Bill May Daniella Ramirez            | 232,4033 | Japan Moka Fujii Ikoi Hirota Moeka Kiijima Tomoka Sato Yotaro Sato Hikari Suzuki Akane Yanagisawa Megumu Yoshida                                            | 220,5867 |
| Technische routine      | Spanje Cristina Arámbula Marina García Polo Meritxell Mas Alisa Ozhogina Paula Ramírez Sara Saldaña Iris Tió Blanca Toledano | 281,6893 | Italië Linda Cerruti Marta Iacoacci Sofia Mastroianni Enrica Piccoli Lucrezia Ruggiero Isotta Sportelli Giulia Vernice Francesca Zunino | 274,5155 | Verenigde Staten Anita Álvarez Jaime Czarkowski Megumi Field Audrey Kwon Jacklyn Luu Daniella Ramirez Ruby Remati Natalia Vega                              | 273,7396 |
| Vrije routine           | China Chang Hao Feng Yu Wang Ciyue Wang Liuyi Wang Qianyi Xiang Binxuan Xiao Yanning Zhang Yayi                              | 329,1687 | Japan Moe Higa Moeka Kijima Uta Kobayashi Ayano Shimada Ami Wada Akane Yanagisawa Mashiro Yasunaga Megumu Yoshida                       | 317,8085 | Oekraïne Maryna Aleksiiva Vladyslava Aleksiiva Marta Fiedina Veronika Hryshko Daria Moshynska Anhelina Ovchynnikova Anastasiia Shmonina Valeriya Tyshchenko | 256,2415 |

### Medaillespiegel
| Plaats | Land                | Goud | Zilver | Brons | Totaal |
| 1      | Japan               | 4    | 1      | 2     | 7      |
| 2      | Spanje              | 3    | 1      | 3     | 7      |
| 3      | China               | 3    | 1      | 1     | 5      |
| 4      | Oostenrijk          | 1    | 2      | 0     | 3      |
| 5      | Verenigde Staten    | 0    | 2      | 2     | 4      |
| 6      | Italië              | 0    | 2      | 0     | 2      |
| 7      | Colombia            | 0    | 1      | 0     | 1      |
| 7      | Mexico              | 0    | 1      | 0     | 1      |
| 9      | Kazachstan          | 0    | 0      | 1     | 1      |
| 9      | Oekraïne            | 0    | 0      | 1     | 1      |
| 9      | Verenigd Koninkrijk | 0    | 0      | 1     | 1      |
| Totaal | Totaal              | 11   | 11     | 11    | 33     |